# 1881年鐵路
此條目列出1881年發生有關鐵路運輸的事件。

## 事件

### 1月
- 1月17日：魁北克、蒙特利爾、渥太華及西方鐵路（英语：Quebec, Montreal, Ottawa and Occidental Railway）跨過威爾斯王子大橋（英语：Prince of Wales Bridge (Canada)）的鐵路通車。

### 5月
- 5月13日：唐胥鐵路動工。

### 6月
- 6月9日：唐胥鐵路開始鋪軌。

### 7月
- 7月4日：大吉嶺喜馬拉雅鐵路由西里古里延長至大吉嶺。

### 11月
- 11月9日：唐胥鐵路通車，成為中國第一條自行修建的鐵路。